# Efecto Pasillo
Efecto Pasillo és un grup musical canari de rock alternatiu i pop rock amb elements llatins i funk, fundat a l'illa de Gran Canària el 2007. Van debutar amb la cançó "Chacho" el 2010, amb el llançament del seu àlbum homònim Efecto Pasillo.

## Història

### Inicis
Efecto Pasillo va començar a participar com a banda en 2007, presentant-se a un concurs de bandes que van guanyar amb una aclaparadora victòria. El grup va començar a gravar la seva primera maqueta, titulada "En el aire", que va ser emesa per les cadenes locals. Durant un concert a Las Palmas de Gran Canaria, Tato Latorre, productor musical, va viatjar des de Barcelona fins a Canàries per escoltar-los, i la crítica va ser tan afavoridora que va decidir acollir al grup.

### Efecto Pasillo
A principis de 2010, es va llançar el seu primer àlbum, titulat igual que la banda. El seu primer senzill es digué Chacho. El grup Hombres G va decidir que Efecto Pasillo fossin els teloners de la gira que estaven fent per tot Espanya. Va tenir bona acollida pel públic i van aconseguir ser un dels grups musicals més importants de l'arxipèlag canari.
El grup havia fitxat per Vicious Records i per M2 Music Group com a agència de promoció. Aquest mateix any guanyen el premi "Grup Revelació de l'any" a Gran Canària. La dificultat perquè els membres del grup estiguessin junts i poguessin parlar amb Latorre era tan gran que havien de fer-ho via Skype.
El 15 de novembre de 2012 van ser nominats per als Premis 40 Principales 2012 en la categoria de millor artista revelació i la de millor cançó pel seu single Pan y mantequilla.

## Membres
- Iván Torres: vocalista
- Javier Moreno: bateria
- Nau Barreto: guitarrista
- Arturo Sosa: la baixa